# Pic Sans Nom
Pic Sans Nom (navnløs top) er et 3.913 meter højt bjerg i Massif des Écrins i Dauphiné-Alperne i den franske del af Alperne. Det ligger i midten af et stejlt bjegmassiv sydvest for Mont Pelvoux mod Ailefroide.
De stejle nordlige afgrunde er afgrænset af Glacier Noir; dets sydlige skråninger, der har de eneste relativt nemme adgangsveje, er afgrænset af Glacier du Coup de Sabre og gletsjeren Sialouze. Pic du Coup de Sabre (3.699 m) mod sydvest, regnes for en del af Pic Sans Nom.

## Eksterne kilder og henvisninger
1. ↑  Pic Sans Nom på peakbagger.com

- Wikimedia Commons har flere filer relateret til Pic Sans Nom
- Pic Sans Nom on SummitPost